# فريدي جو ستاينمارك
(27/شباط/1949 – 6/حزيران/1971) كان ستاينمارك لاعب كرة القدم الأمريكية الجامعية. الذي كان تشخيصه الطبي سرطان العظم. والذي بترت ساقه خلال سنته الأولى مع جامعة تكساس لونجهورنز. كان ستاينمارك مصدر إلهام للبطولة الوطنية للمنتخب في ذلك العام. كانت حياته في ذلك الحين موضوعًا لعدد من الكتب والافلام الملهمة.

## مهنة كرة القدم
كان فريدي جو ستاينمارك عضوا في فريق جامعة تكساس لونجهورنز لكرة القدم عام 1969. الذي فاز ببطولة وطنية.
بعد يومين من أداء مباراة ضد فريق اركنساس رازورباك لكرة القدم عام 1969 وساقه اليسرى التي تؤلمه في «لعبة القرن»، التي لعبت في (6/كانون الأول/1969) وفازت بها تكساس، 15-14 .بعد ذلك كشفت الأشعة السينية عن ورم في العظام فوق ركبته اليسرى أكدت الخزعة أن الورم كان ساركوما عظمية (السرقوم ورم خبيث) وقد تعالج في مركز إم دي أندرسون في هوستون بتاريخ 12/كانون الأول/1969
. بعد عشرين يومًا، وقف على جانب الملعب مع بقية فريقه حيث هزم فريق تكساس فريق نوتردام في ملعب القطن الكلاسيكي بعام 1970 في يوم السنه الجديده.
الهمت حرب ستانمارك ضد السرطان الكونجرس الأمريكي لكتابة قانون السرطان الوطني لعام  1971
وتوقيع الرئيس ريتشارد نيكسون ليصبح قانونًا، وبالتالي بدء "الحرب على السرطان.

## السيرة الذاتية
في عام 1971 ¸ بمساعدة محرر الرياضة في دالاس تايمز هيرالد بلاكي شيرود، كتبت ونشرت سيرته الذاتية " أنا العب لأربح ", ولقد نشر الكتاب بعد وفاته، بعد حوالي 3 أشهر من وفاته، ستاينمارك هو موضوع لفيلم " كل ما لدي لامريكا " ماي أول أميريكان ", وسيرته الذاتية: الإيمان، الأسرة، كرة القدم، نشرتها مطبعة جامعة تكساس (1 سبتمبر 2015)
وقد نشر في عام 2015 , سيرة ذاتية متزامنة لفريدي ستاينمارك في (الايمان، العائلة، كرة القدم), التي نشرتها دار نشر جامعة تكساس (1/ ايلول / 2015).
توفي فريدي في 6/ حزيران/1971 في مركز ام دي اندرسون للسرطان بجامعة تكساس، كان مسيحي من الكنيسة الرومانية الكاثوليكية.

## الإرث
تم تكريم شتاينمارك باستاد داريل كيه رويال - تكساس ميموريال بلوحة النتائج في (23/ايلول / 1972) الإصدار الحالي من لوحة النتائج الكبيرة التي تخص فريدي ستاينمارك. الملقب ب غودزيلاترون. يبلغ ارتفاعه سبعة واربعين قدما 
في (7/تشرين الثاني/2015)، أعادت جامعة تكساس لونجهورن تخصيص لوحة النتائج لشتاينمارك في حفل حضرته عائلة شتاينمارك والعديد من لاعبي لونغورن السابقين.
ارتدى فريق لونجهورن زيا رسميا مشابهًا لتلك التي ارتداها فريق 1969 في مباراتهم ضد فريق كانساس جايهوكس . وازالوا علامة «تكساس» من مقدمة القمصان. وارقام من عند الكتف. والأسماء من الخلف. ظهرت الخوذات على ملصق الذكرى المئوية لكرة القدم الجامعية، والذي تم الاحتفال به في عام 1969.

## اقرا أكثر
- List of American football players who died during their career [5]
- Freddie Steinmark: Faith, Family, Football [6]
- My All American [7]

## روابط خارجية
- فيلم كل ما عندي من أمريكا MY ALL AMRECAN
- القصة الكاملة ل ستاينمارك
- أول سيرة ذاتية معتمدة لأسطورة كرة القدم الشاب
- تكساس دونز يرتدون الزي الرسمي ضد كانساس